# Kirche Technitz

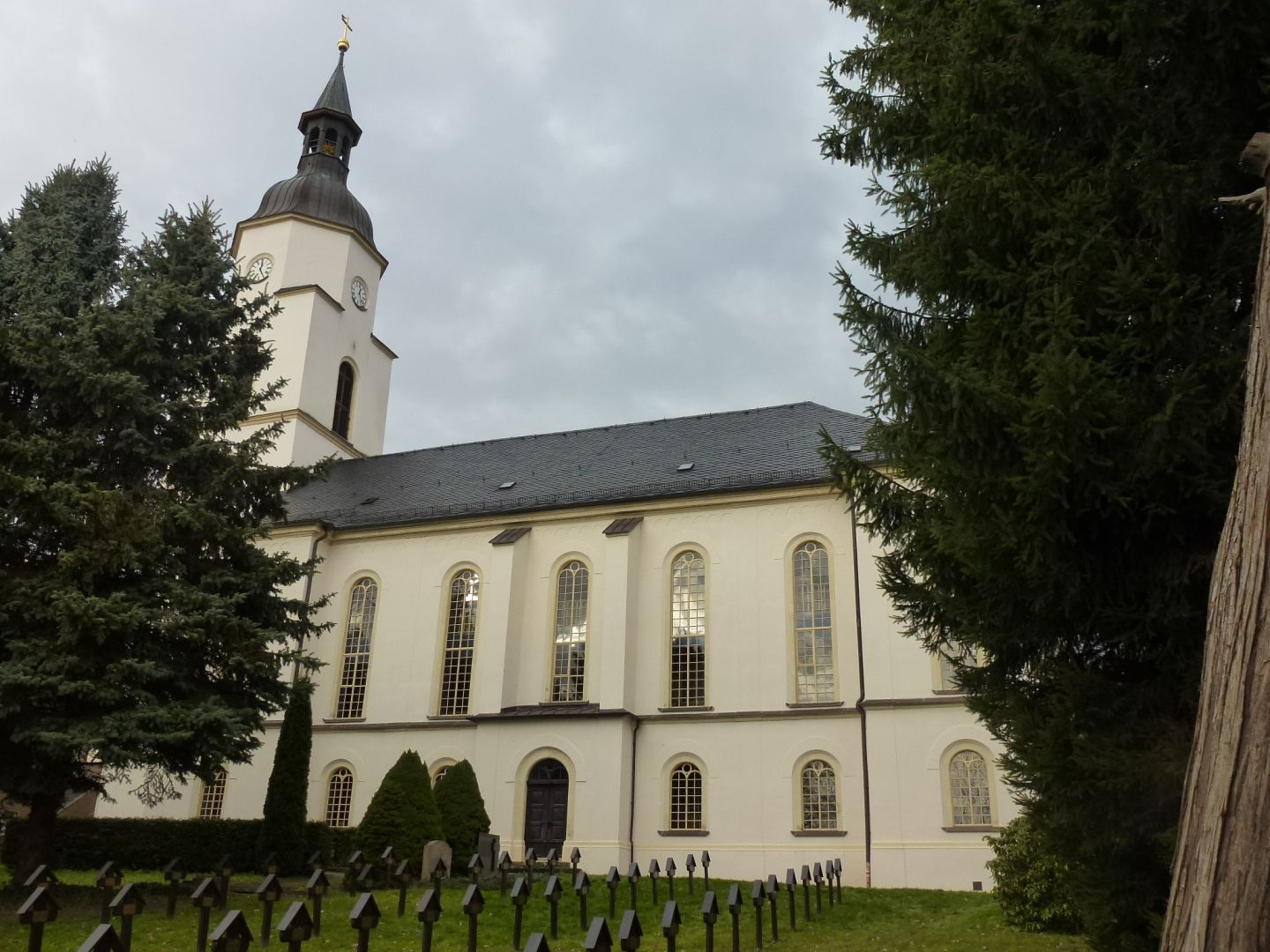
Kirche Technitz

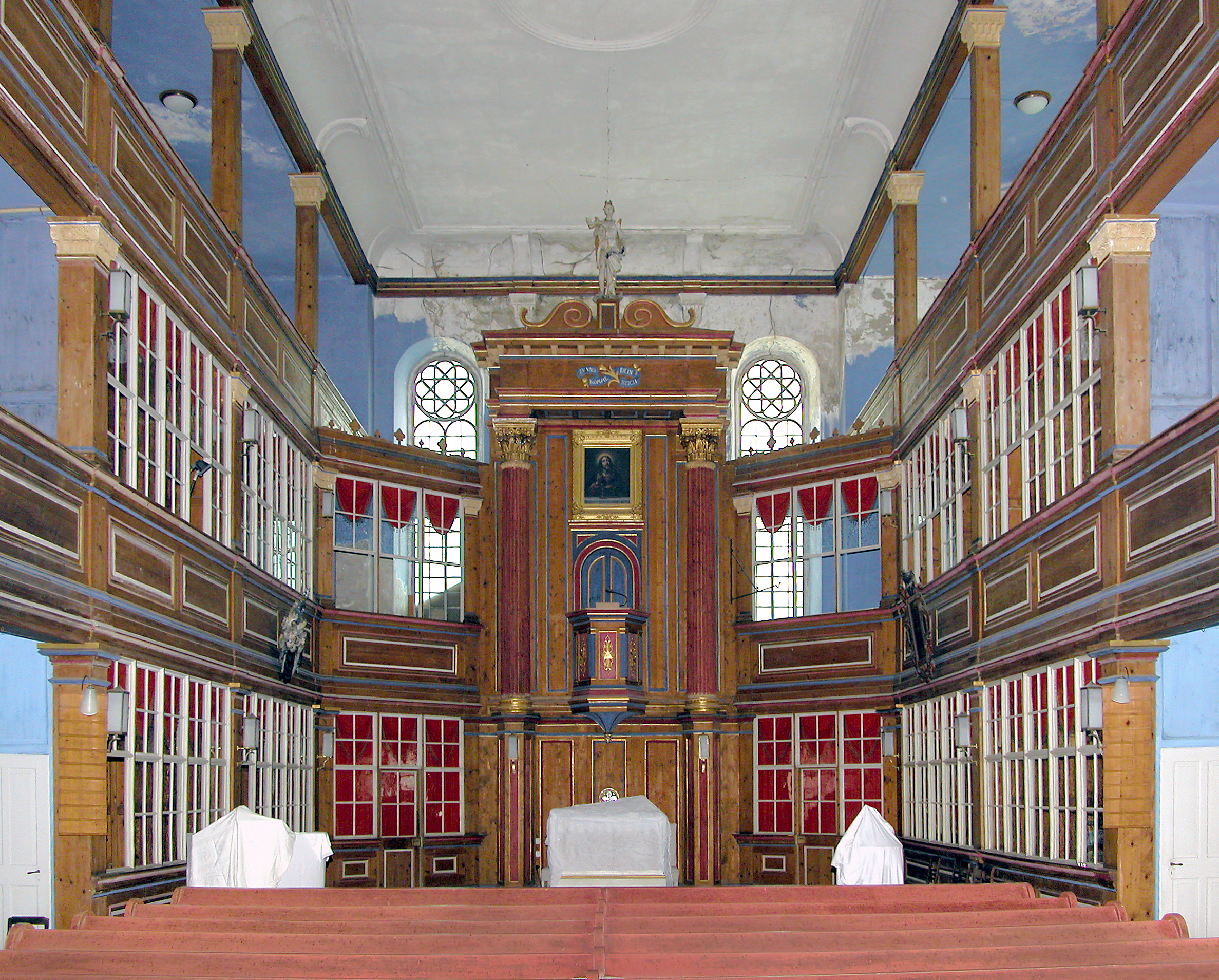
Innenansicht zum Altar

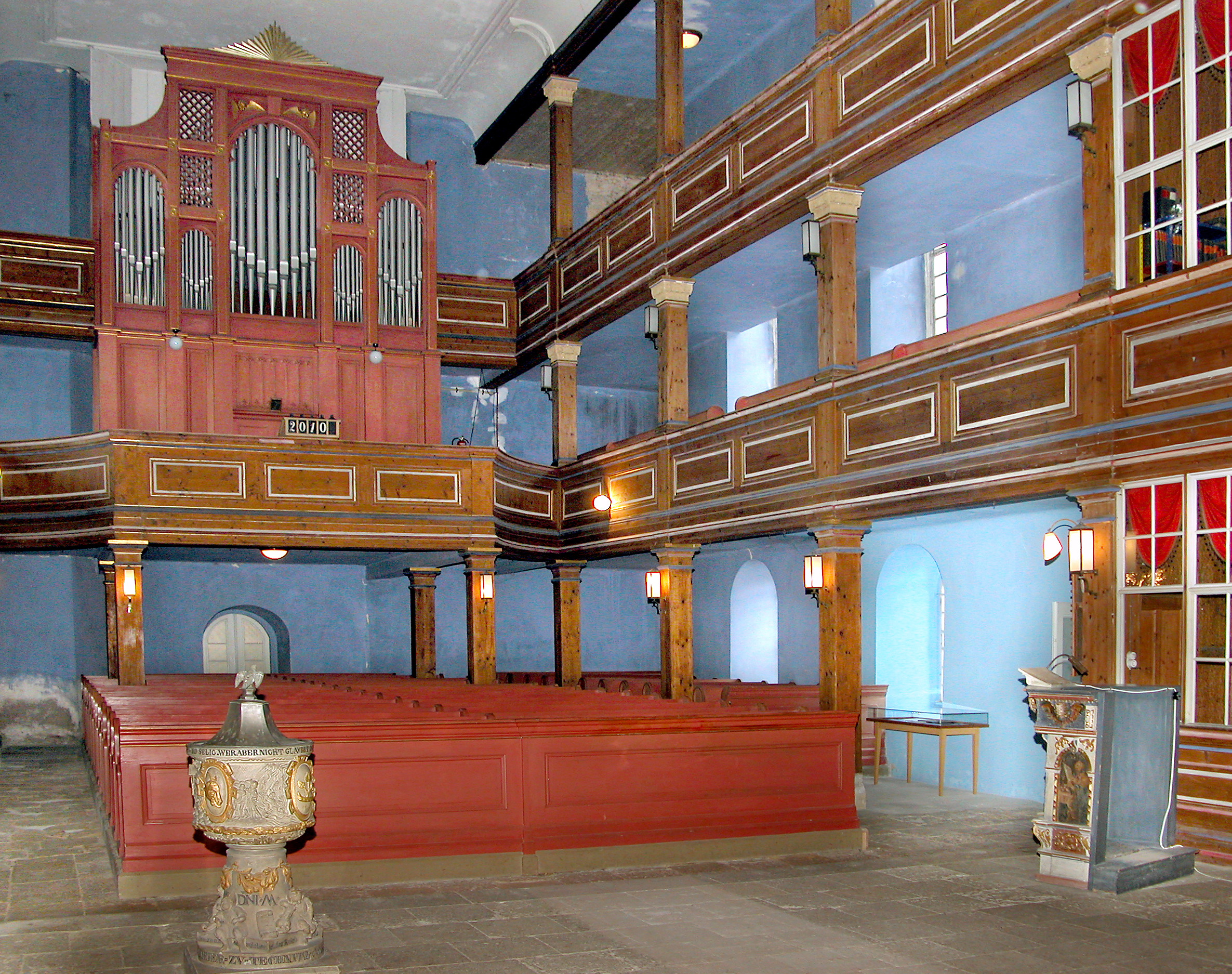
Innenansicht zur Orgel

Die evangelische Dorfkirche Technitz ist eine klassizistische Saalkirche im Ortsteil Technitz von Döbeln im Landkreis Mittelsachsen in Sachsen. Sie gehört zur Kirchengemeinde Döbelner Region im Kirchenbezirk Leisnig-Oschatz der Evangelisch-Lutherischen Landeskirche Sachsens.

## Geschichte und Architektur
Die klassizistische Saalkirche wurde in den Jahren 1843–1850 durch Gustav Uhlig aus Grünlichtenberg nach Plänen des Maurermeisters Grellmann aus Mügeln errichtet, wobei Ausstattungsstücke des Vorgängerbauwerks wieder verwendet wurden.
Das Bauwerk ist ein Putzbau mit geradem Ostschluss und Walmdach. Der Westturm ist über quadratischem Grundriss erbaut und trägt ein oktogonales Obergeschoss mit geschweifter Haube und Laterne. Rundbogenportale an der Nord-, Süd- und Ostseite in risalitartig vorgezogenen Eingängen erschließen das Innere.
Der Saal ist mit einem Muldengewölbe geschlossen und erhält durch die umlaufenden zweigeschossigen, im Osten verglasten Holzemporen eine zentralisierende Wirkung; die klassizistische Strenge wird durch die Holzfarbe der Einbauten gemildert. Die Brüstungen sind mit feinprofilierten Gesimsen und Pilastern gestaltet.

## Ausstattung
Das Hauptstück der Ausstattung ist ein von zwei mächtige Holzsäulen auf hohen Podesten gerahmter Kanzelaltar, der über der schlichten Kanzel ein Christusbild aus der Mitte des 19. Jahrhunderts zeigt; über dem Gesims sind Volutenanschwünge und der Taufengel aus dem Vorgängerbau von 1759 angeordnet.
Der wertvolle Taufstein aus dem Jahr 1563 wurde beim Neubau der Kirche restauriert; er zeigt an der Kuppa szenische Reliefs mit Darstellungen der Arche Noah, das Rote Meer, die Beschneidung Christi und die Taufe am Jordan sowie die Wappen derer von Honsberg, Holda, Weißenbach und Boeckem; am Fuß sind Kinderfiguren angebracht, die im Jahr 1852 überarbeitet wurden. Die Kanzel des Vorgängerbauwerks wird heute als Lesepult verwendet; sie zeigt in Rundbogennischen gemalte Darstellungen der Evangelisten aus dem 16. Jahrhundert.
Die Orgel ist ein Werk von Johann Gotthold Jehmlich aus dem Jahr 1853 mit 23 Registern auf zwei Manualen und Pedal.
Reste eines Holzepitaphs für Georg Christoph von Dölau († 1694) sind an der Nordempore angebracht.